# Форхгаммер, Маргарет
Генриетта «Хенни» Форхгаммер, также известная как Маргарет Форхгаммер (1863—1955), была датским педагогом, феминисткой и активисткой движения за мир.
Её имя включено в композицию «Этаж наследия» Джуди Чикаго.

## Биография
Она родилась в 1863 году в семье Йоханнеса Николая Георга Форхгаммера, была сестрой физика и педагога Йоханнеса Георга Форхгаммера и певца Вигго Форхгаммер, тётей театрального режиссёра Бьярна Форхгаммер, внучкой Йохана Георга Форхгаммера и внучатой племянницей Августа Фридриха Вильгельма Форхгаммера.
В 1899 году она была соучредительницей Danske Kvinders Nationalråd, также с самого начала была членом правления. Возглавляла организацию с 1913 по 1931 год. Она также стала соучредительницей Международной женской лиги за мир и свободу в 1915 году и была вице-президентом Международного совета женщин с 1914 по 1930 год. С 1920 по 1937 год она была делегатом Лиги Наций .
Умерла в 1955 году.